# صامدون
صامدون والمعروفة رسميًا باسم صامدون: شبكة التضامن مع الأسرى الفلسطينيين، هي مجموعة دولية مؤيدة للقضية الفلسطينية، تأسست في عام 2011. تصف نفسها بأنها "شبكة من المنظمين والناشطين الذين يعملون على بناء التضامن مع الأسرى الفلسطينيين في نضالهم من أجل الحرية". ولها فروع في الولايات المتحدة وكندا وألمانيا والمملكة المتحدة وفرنسا والسويد وهولندا وبلجيكا واليونان وإسبانيا وفلسطين ولبنان. منذ الهجوم الذي قادته حماس على إسرائيل في السابع من أكتوبر/تشرين الأول والحرب التي تلته في غزة، أصبحت صامدون منظمة بارزة للاحتجاجات التضامنية مع فلسطين في الولايات المتحدة وكندا.
اتهمت الدول منظمة صامدون بجمع الأموال لصالح الجبهة الشعبية لتحرير فلسطين، وهي جماعة سياسية صنفتها الولايات المتحدة والاتحاد الأوروبي والعديد من البلدان الأخرى على أنها منظمة إرهابية. على هذا الأساس، تم تصنيف "صامدون" كجماعة إرهابية من قبل إسرائيل وكندا. كما تم تقييد صامدون من قبل ألمانيا والولايات المتحدة.

## تاريخها
تأسست منظمة صامدون، ومقرها فانكوفر، كولومبيا البريطانية، في عام 2011 بعد إضراب عن الطعام في السجون الإسرائيلية نظمته الجبهة الشعبية لتحرير فلسطين. تأسست منظمة صامدون كوكالة اتحادية غير ربحية في كندا في عام 2021.
يرأس مجموعة صامدون شارلوت لين كيتس، ودايف ديويرت، وتوماس جيرهارد هوفلاند. كيتس من مواليد نيو جيرسي وخريجة جامعة روتجرز، متزوجة من مؤسس صامدون، خالد بركات، الذي ولد بالقرب من القدس. يعتبر بركات أحد قادة الجبهة الشعبية لتحرير فلسطين حسب تصنيف الحكومة الأميركية. تم ترحيله من الولايات المتحدة في عام 2003. تم منع الزوجين من دخول الاتحاد الأوروبي. تم القبض على كيتس في أبريل 2024 بعد أن زُعم أنها أشادت بهجمات 7 أكتوبر وأشارت إلى عدد من المنظمات الإرهابية المحددة باعتبارها أبطالًا في مظاهرة في فانكوفر. سافرت إلى إيران لتسلم جائزة حقوق الإنسان والكرامة الإنسانية الإسلامية في أغسطس 2024. تتقدم منظمة بني بريث كندا بطلب إلى الحكومة الكندية لترحيل كيتس وبركات.
في عام 2021، صنفت وزارة الدفاع الإسرائيلية الجمعية كمنظمة إرهابية، بناءً على توصيات من جهاز الأمن العام (الشاباك) والمكتب الوطني لمكافحة تمويل الإرهاب. وزعم التصنيف أنه على الرغم من أن هدفه الرسمي هو المساعدة في تأمين إطلاق سراح السجناء، إلا أنه يعمل في الواقع كواجهة للجبهة الشعبية لتحرير فلسطين في الخارج.
في نوفمبر 2023، حظرت وزارة الداخلية الاتحادية في ألمانيا الجمعية بسبب توزيعها للحلوى احتفالاً بهجمات 7 أكتوبر.
في 1 أكتوبر 2024، صوت البرلمان الهولندي على التوصية بتصنيف منظمة صامدون كمنظمة إرهابية. وبعد هذا التصويت، زعمت التقارير الدولية أن هولندا وضعت بالفعل منظمة صامدون على قائمة المنظمات الإرهابية. اعتبارًا من يناير 2025 , صامدون لا تظهر في قائمة البلاد.

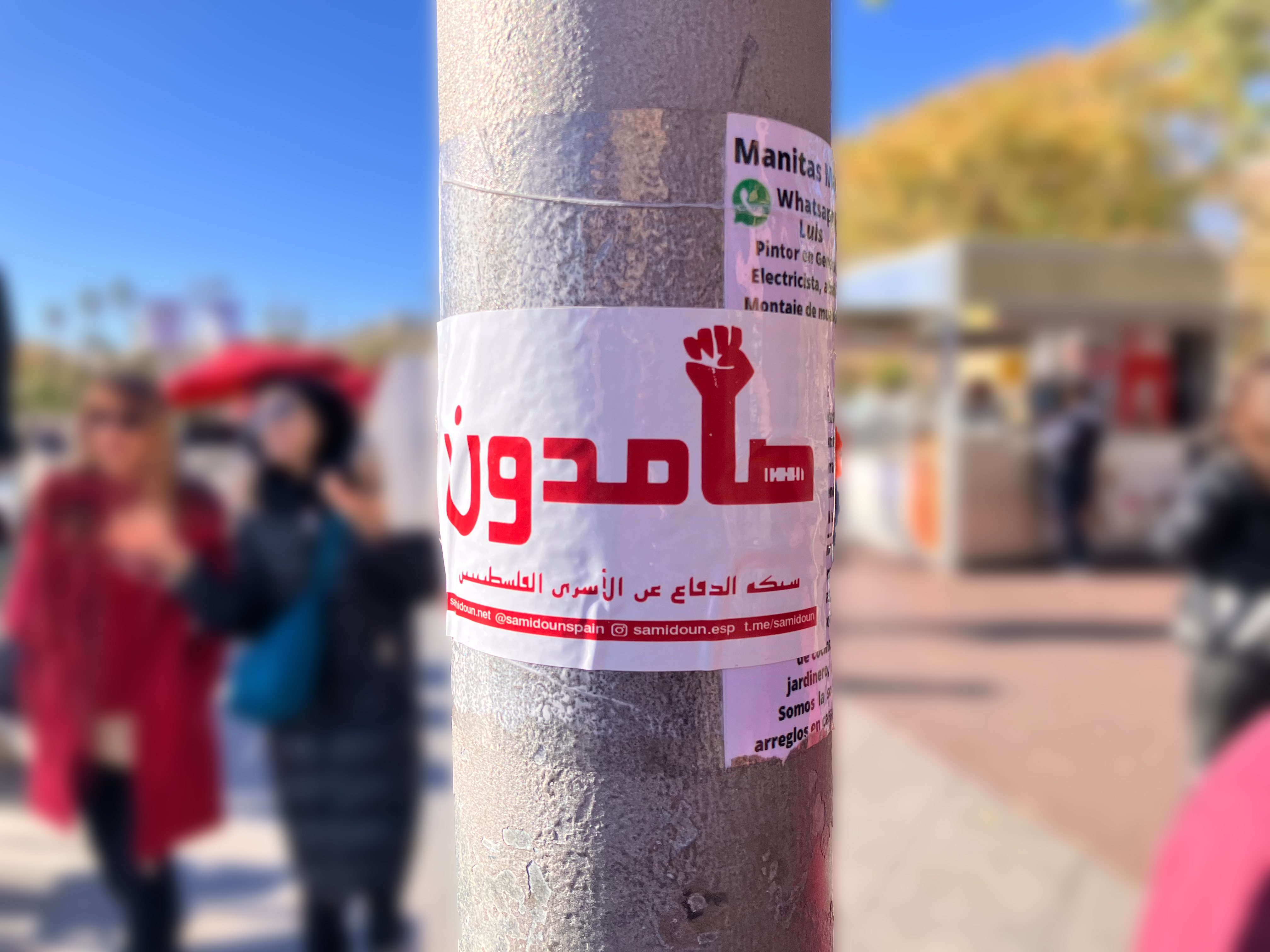
ملصق صامدون باللغة العربية على عمود في برشلونة ، إسبانيا

قامت منصات ميتا ويوتيوب بحظر بعض المنصات عبر الإنترنت التابعة للمنظمة، مشيرة إلى انتهاكات لإرشادات مجتمعها.

## رالي فانكوفر أكتوبر 2024
في الذكرى الأولى لهجمات السابع من أكتوبر/تشرين الأول، أعلن متحدث في تجمع حاشد نظمته منظمة صامدون في فانكوفر عن انتمائه لحزب الله وحماس، ودعا إلى الموت للولايات المتحدة وكندا وإسرائيل. شوهد المشاركون في نفس الحدث وهم يحرقون العلم الكندي. وقد أكدت المنظمة هذه الإجراءات ودافعت عنها، قائلة إنها تعكس بدقة هدفها المتمثل في "تدمير الدولة الاستعمارية الرأسمالية في كندا" والوقوف إلى جانب عبارة "الموت لكندا" "كدعوة إلى العمل".
في 15 أكتوبر 2024، وفي إجراء مشترك، أعلنت حكومة كندا أن صامدون كيان إرهابي، وفرضت وزارة الخزانة الأمريكية عقوبات على صامدون باعتبارها مواطنًا مصنفًا بشكل خاص.

## الحظر والعقوبات الوطنية
تم إدراج جماعة صامدون كمنظمة إرهابية من قبل:
- اسرائيل (منذ عام 2021).
- كندا (منذ 15 أكتوبر 2024)

وتم تقييد عمل منظمة صامدون أيضًا في الولايات التالية:
- ألمانيا (منذ 2 نوفمبر 2023)
- الولايات المتحدة (منذ 15 أكتوبر 2024)